# Алутик
Алутик або Тихоокеанський юпік (Alutiiq або Pacific Gulf Yupik, Sugpiak, Sugpiaq, Chugach, Koniag-Chugach, Suk, Sugcestun) — юпікська мова, якою розмовляє корінний народ Аляски алутіік, поширена на узбережжі Затоки Принца Вільгельма (Аляска).
В алутикській мові виділяють два основні діалекти:
- коньязький алутик (Koniag Alutiiq): поширений у верхній частині Аляскинського півострова та на острові Кадьяк.
- чуґацький алутик (Chugach Alutiiq): поширений на півострові Кенай, біля Затоки Принца Вільгельма. Діалект перебуває під загрозою зникнення[3].